# Perpetual Desolation
Perpetual Desolation – drugi album norweskiej grupy muzycznej The Sins of Thy Beloved. Wydawnictwo ukazało się w 2000 roku nakładem wytwórni muzycznej Napalm Records.

## Lista utworów
Opracowano na podstawie materiału źródłowego.
1. "The Flame of Wrath" (muz. Anders Thue, Glenn Nordbø; sł. Anders Thue, Glenn Nordbø) – 9:49
2. "Forever" (muz. Arild Christensen, Glenn Nordbø; sł. Arild Christensen) – 6:55
3. "Pandemonium" (muz. Glenn Nordbø; sł. Glenn Nordbø, Ola Aarrestad) – 7:29
4. "Partial Insanity" (muz. Glenn Nordbø; sł. Glenn Nordbø, Ola Aarrestad) – 7:42
5. "Perpetual Desolation" (muz. Arild Christensen; sł. Arild Christensen, Glenn Nordbø, Ola Aarrestad) – 4:16
6. "Nebula Queen" (muz. Arild Christensen, Glenn Nordbø; sł. Arild Christensen) – 7:00
7. "The Mournful Euphony" (muz. Anders Thue, Glenn Nordbø; sł. Glenn Nordbø, Ola Aarrestad) – 8:39
8. "A Tormented Soul" (muz. Arild Christensen; sł. Arild Christensen) – 4:20
9. "The Thing That Should Not Be" – 6:05 (cover Metalliki)

## Twórcy
Opracowano na podstawie materiału źródłowego.
| - Ola Aarrestad - gitara basowa - Stig Johansen - perkusja - Arild Christensen - gitara, śpiew - Glenn Nordbø - gitara, śpiew - Ingfrid Stensland - instrumenty klawiszowe - Anders Thue - instrumenty klawiszowe, fortepian |  | - Pete Johansen - skrzypce - Anita Auglend - śpiew - Petter Hegre - zdjęcia - Tor Søreide Design - oprawa graficzna, okładka - Terje Refsnes - produkcja, miksowanie, mastering |